# Södra Birsskär
Södra Birsskär (finska: Etelän Pirskeri)  är en ö i Finland. Den ligger i Bottenhavet och i kommunen Euraåminne (tidigare Luvia) i den ekonomiska regionen  Björneborgs ekonomiska region i landskapet Satakunta, i den sydvästra delen av landet. Ön ligger omkring 23 kilometer sydväst om Björneborg och omkring 230 kilometer nordväst om Helsingfors. Öns area är 1,06 kvadratkilometer och dess största längd är 2,1 kilometer i sydöst-nordvästlig riktning. Ön ligger söder om den något mindre Pirskeri.